# NGC 7273
NGC 7273 est une galaxie lenticulaire située dans la constellation du Lézard. Sa vitesse par rapport au fond diffus cosmologique est de 4 753 ± 37 km/s, ce qui correspond à une distance de Hubble de 70,1 ± 5,0 Mpc (∼229 millions d'al). NGC 7273 a été découverte par l'astronome français Édouard Stephan en 1876.